# Christian Albrecht (Politiker, 1982)
Christian Albrecht (* 14. Oktober 1982 in Merseburg) ist ein deutscher Politiker (CDU). Er ist seit 2021 Abgeordneter im Landtag von Sachsen-Anhalt.

## Biografie
Christian Albrecht wuchs in Merseburg auf und legte dort 2002 das Abitur ab. Er studierte Rechtswissenschaften an der Martin-Luther-Universität Halle-Wittenberg und legte das zweite Staatsexamen im Jahr 2010 ab. Im Jahr 2011 schloss er einen Master im Fach Medizin-Ethik-Recht ab. Seit 2011 ist er als freier Mitarbeiter einer Rechtsanwaltskanzlei tätig. Von 2012 bis 2013 war er bei der Widerspruchsstelle der AOK Sachsen-Anhalt und von 2017 bis 2021 im Medizincontrolling eines Hallenser Krankenhauses beschäftigt.

## Politik
Albrecht trat 2016 in die CDU ein.
Bei der Landtagswahl in Sachsen-Anhalt 2021 kandidierte er im Landtagswahlkreis Halle I, ohne parallel auf der Landesliste der CDU vertreten zu sein. Im Wahlkreis Halle I war zunächst Andreas Schachtschneider als Direktkandidat aufgestellt worden, der jedoch nach einer Kontroverse um eine Impfung gegen SARS-CoV-2 entgegen der geltenden Priorisierung seine Kandidatur zurückzog. Christian Albrecht gewann das Direktmandat mit 31,4 % der Erststimmen. In der 8. Wahlperiode des Landtages von Sachsen-Anhalt ist er Vorsitzender des Wahlprüfungsausschusses und ordentliches Mitglied im Ausschuss für Recht, Verfassung und Verbraucherschutz.

## Mitgliedschaften
Im Juli 2021 wurde Albrecht als Mitglied in den Ausschuss für Angelegenheiten der psychiatrischen Krankenversorgung des Landes Sachsen-Anhalt berufen.